# Bùi Trần Tuấn Anh
Bùi Trần Tuấn Anh (sinh ngày 13 tháng 3 năm 1990 tại thành phố Nha Trang, Khánh Hòa, Việt Nam) là một cầu thủ bóng đá chuyên nghiệp hiện đang thi đấu trong màu áo FLC Thanh Hóa tại V.league - 1 ở vị trí tiền đạo.
Tuấn Anh là cầu thủ bóng đá chuyên nghiệp trên sân cỏ, nhưng đồng thời cũng là cầu thủ bóng đá có nhiều thành tích trên sân cát bãi biển. Anh từng đạt danh hiệu vua phá lưới giải vô địch bóng đá bãi biển khu vực Đông Nam Á năm 2014 và từng có cơ hội thi đấu ở các câu lạc bộ bóng đá bãi biển đến từ Trung Đông.

## Danh hiệu

### Bóng đá sân cỏ
V-league 1
V-league 2
- Huy chương vàng (1): (2015)

### Bóng đá bãi biển
Đại hội thể thao bãi biển Châu Á
- Huy chương đồng (1): (môn bóng đá bãi biển, 2014)

Giải bóng đá bãi biển vô địch Đông Nam Á
- Huy chương bạc (1): (2014)
- Vua phá lưới giải bóng đá bãi biển vô địch Đông Nam Á 2014.

Giải bóng đá bãi biển vô địch quốc gia
- Huy chương vàng (1): (2014)